# ناحیه خودمختار ساحل کارائیب جنوبی
ناحیه خودمختار ساحل کارائیب جنوبی (به لاتین: South Caribbean Coast Autonomous Region) یک منطقهٔ مسکونی در نیکاراگوئه است که در نیکاراگوئه واقع شده‌است. ناحیه خودمختار ساحل کارائیب جنوبی ۴۰۸٬۳۲۶ نفر جمعیت دارد.